# Ali Bajramow (1901)
Okręt strażniczy "Ali Bajramow" (ros. Сторожевое судно "Али Байрамов") – rosyjski, azerbejdżański, a następnie sowiecki statek Flotylli Kaspijskiej w latach 1901–1925.
Stępka statku została położona w 1900 r. w stoczni w Niżnym Nowogrodzie. Był on budowany jako statek parowy (parochod). Jeszcze w tym samym roku statek został zwodowany. W 1901 r. rozpoczął służbę pod nazwą "Astrabad". Pod koniec września 1907 r. przeklasyfikowano go na statek portowy (dowódca - kpt. 1 rangi Kondoguri), zaś pod koniec lutego 1911 r. na statek łącznikowy. Statek brał udział w I wojnie światowej. 31 października 1917 r. opanowała go zrewolucjonizowana załoga. W 1918 r. w porcie w Baku statek przejęli Brytyjczycy, przekazując go władzom Dyktatury Centrokaspia. Od 31 lipca tego roku statek wchodził w skład floty wojennej Demokratycznej Republiki Azerbejdżanu. Po zajęciu Azerbejdżanu przez wojska bolszewickie pod koniec kwietnia 1920 r., statek pod koniec maja tego roku włączono do Floty Wojennej Czerwonego Azerbejdżanu. 12 czerwca został przemianowany na "Ali Bajramow", zaś 11 listopada przebudowany i przeklasyfikowany na kanonierkę. Już na pocz. lipca 1921 r. - po ponownej przebudowie - stał się statkiem hydrograficznym. 13 grudnia 1922 r. wszedł w skład morskiej straży pogranicznej OGPU jako statek strażniczy. 21 listopada 1925 r. z powodu złego stanu technicznego statek rozbrojono i przeznaczono na złom.